# Robert Field Stockton
Robert Field Stockton (20 août 1795 – 7 octobre 1866) est un officier de la Marine américaine, connu principalement pour la conquête de la Californie durant la guerre américano-mexicaine. Il est né à Princeton, dans le New Jersey, au sein d'une famille connue en politique : son père Richard Stockton est un sénateur et député américain, et son grand-père, un autre Richard Stockton, signe la Déclaration d'indépendance.
Il s'associe à l'ingénieur suédois John Ericsson pour la construction de vaisseaux de guerre. Quatre navires de l'United States Navy sont nommés depuis en l'honneur de Robert F. Stockton. Les villes de Stockton, en Californie, et de Fort Stockton, au Texas; ainsi que la rue Stockton à San Francisco et Fort Stockton à San Diego lui rendent hommage.